# Ґіпсленд (сільськогосподарський регіон)

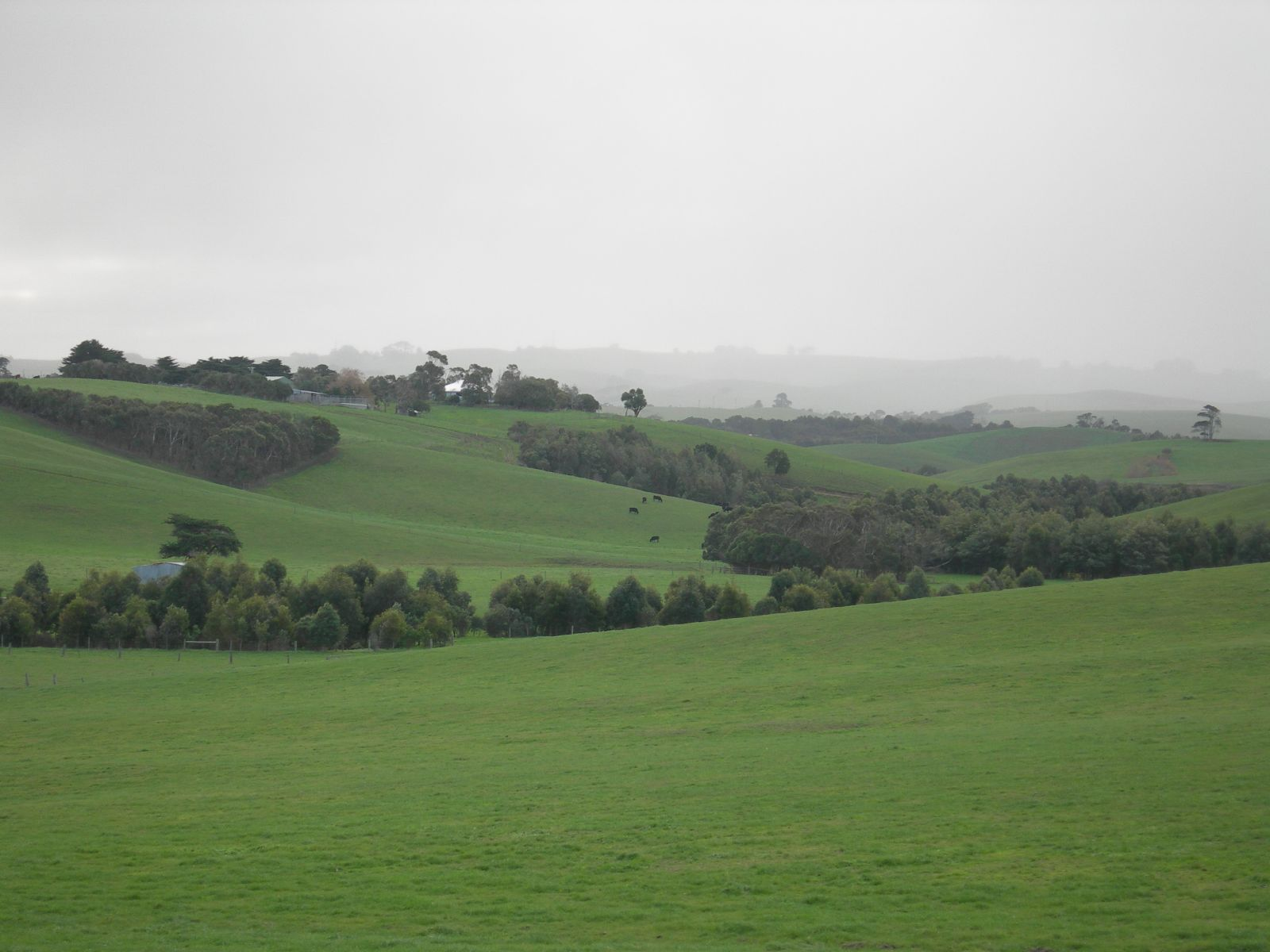
Пагорби біля міста Кілкунда

Ґіппсленд англ. (Gippsland) — великий сільськогосподарський регіон у штаті Вікторія в Австралії . Він простягається від східного передмістя Мельбурна до кордону Нового Південного Уельсу. Так назвав регіон польський мандрівник по Австралії, геолог Павел Едмунд Стшелецький, на честь тодішнього губернатора Нового Південного Вельсу Джорджа Гіппса (George Gipps). Найбільші міста регіону: Сейл (Вікторія), Морвелл, Мо (Moe, Victoria), Траралгон, Бернсдейл, Lakes Entrance, Victoria, Маллакота (Mallacoota). Один з найвідоміших національних парків Австралії також розташований у Гіпсленді: Вільсонс-Промонторі.